# I Drink Wine
"I Drink Wine" é uma música da cantora inglesa Adele de seu quarto álbum de estúdio, 30 (2021). Adele co-escreveu a música com seu produtor Greg Kurstin. Ficou disponível como a sétima faixa do álbum em 19 de novembro de 2021, quando foi lançado pela Columbia Records. É uma balada com influências gospel que lembra a música sacra e incorpora piano e órgão em sua instrumentação. Liricamente trata-se de abandonar o ego e aborda o divórcio de Adele de Simon Konecki, compreendendo árduas realizações sobre a condição de seu casamento e de sua vida.
O single no geral recebeu críticas positivas dos críticos musicais, alguns dos quais a consideraram uma das melhores canções de Adele e um destaque na carreira. Alcançou o top 10 no Reino Unido, Irlanda, Nova Zelândia, Austrália, Canadá e Suécia e entrou nas paradas de vários outros países. Joe Talbot dirigiu o videoclipe de "I Drink Wine", que retrata Adele flutuando em um rio e explorando uma floresta enquanto bebe uma taça de vinho. Adele cantou a música em seus especiais de televisão e no Brit Awards 2022 , que foi recebida positivamente. Além disso, "I Drink Wine" impactou as rádios na Itália em 4 de novembro de 2022 como o terceiro single do álbum.